# Publicidade indireta
Marketing indireto ou publicidade indireta é a forma de inserir mensagens publicitárias de forma sútil no conteúdo de programas de televisão, filmes, games, revistas, rádios, eventos, etc, ao invés de simplesmente as exibir como anúncios comerciais. É uma forma de comunicar um produto ou uma marca sem que o espectador possa rejeitar as mensagens publicitárias.
Taken conhecido em inglês como product placement, pode ser definido como a inserção de marcas, seja por meios audiovisuais ou citações, nas produções de entretenimento, normalmente atrelado a trocas financeiras. No início de sua utilização em filmes e programas televisivos, o product placement era muito empregado para custear as produções. Hoje, existe um enorme indústria em torno da prática. O product placement como estratégia de marca começou a ganhar visibilidade a partir dos anos 80, com o notório sucesso das inserções de marca no filme “E.T.", mas é possível encontrar relatos de sua utilização desde 1800, em peças de teatro - "La Diaphane" - e pinturas - “Un bar aux Folies – Bergère” - passando pelo método hollywoodiano para promover as estrelas de seus filmes em meados do século XIX, o Star System.

## No cinema
Um dos exemplos clássicos do product placement são as marcas de automóveis usadas em cenas na série de filmes James Bond. O filme Minority Report de Steven Spielberg é um dos exemplos mais bem sucedidos de product placement. Cerca de US$ 25 milhões do orçamento de US$ 102 milhões foram financiados por cenas pagas que mostraram marcas de automóveis, telefones celulares, relógios, entre outros.
Emoji: O Filme foi criticado pela maioria das pessoas de forma negativa pela abusiva colocação de produto:O filme Emoji é uma força do mal insidioso, um filme que parece ter sido frustrado por um executivo de publicidade sem inspiração. Os melhores comerciais têm uma maneira de fazer você esquecer que está sendo criticado, mas o diretor Tony Leondis deixa todas as anotações recebidas de seus parceiros de marca à vista. O conceito principal se aproxima de O Pesadelo Antes do Natal, de Tim Burton, onde um desajuste espirituoso se espalha entre mundos independentes, estilizados de uma maneira única e reconhecível. Em vez de férias, no entanto, nosso herói aqui pula de aplicativo para aplicativo, e o motivo oculto de aumentar os números de downloads drena toda última gota de alegria dos esforços de Leondis para encantar.